# Úrsula Martín
Úrsula Martín Oñate (* 1. Juni 1976 in Madrid) ist eine ehemalige spanische Judoka. Sie war Europameisterin 2000 und gewann 1997 Europameisterschaftssilber sowie 1999 Europameisterschaftsbronze.

## Sportliche Karriere
Úrsula Martin kämpfte im Mittelgewicht, der Gewichtsklasse bis 66 Kilogramm (bis 1997), beziehungsweise bis 70 Kilogramm (ab 1998). Sie gewann fünf spanische Meistertitel (1994, 1995, 1999, 2000 und 2003).
1994 gewann sie bei den Juniorenweltmeisterschaften und belegte zwei Wochen später den siebten Platz bei den Junioreneuropameisterschaften. Ihre erste große Meisterschaftsteilnahme in der Erwachsenenklasse waren die Europameisterschaften 1997 in Ostende. Nach Siegen über die Niederländerin Claudia Zwiers im Viertelfinale und über die Serbin Nada Ognjenović im Halbfinale unterlag sie im Finale der Deutschen Yvonne Wansart. Fünf Monate später bezwang sie im Viertelfinale der Weltmeisterschaften 1997 die Polin Aneta Szczepańska. Im Halbfinale verlor sie gegen die Deutsche Anja von Rekowski, im Kampf um Bronze unterlag sie der Italienerin Emanuela Pierantozzi. 1998 belegte Martín den siebten Platz bei den Europameisterschaften in Oviedo.
Anfang 1999 erreichte Úrsula Martín das Finale beim Tournoi de Paris und belegte den zweiten Platz hinter der Italienerin Ylenia Scapin. Bei den Europameisterschaften in Bratislava verlor sie im Achtelfinale gegen die Belgierin Ulla Werbrouck, erkämpfte aber mit drei Siegen in der Hoffnungsrunde eine Bronzemedaille. Bei den Weltmeisterschaften in Birmingham erreichte sie den siebten Platz. Im Mai 2000 bezwang sie Ulla Werbrouck im Halbfinale der Europameisterschaften in Breslau. Im Finale besiegte Martín die Britin Kate Howey. Vier Monate später fanden die olympischen Wettkämpfe in Sydney statt. Martín bezwang im Achtelfinale Ulla Werbrouck und im Viertelfinale die Japanerin Masae Ueno. Im Halbfinale verlor sie gegen Kate Howey. Nach ihrer Niederlage gegen die Italienerin Ylenia Scapin im Kampf um Bronze belegte Martín den fünften Platz. In den nächsten Jahren siegte Úrsula Martin noch bei einigen Weltcupturnieren, 2001 in Budapest und 2002 in Warschau und Rom. An internationalen Meisterschaften nahm sie aber nicht mehr teil.
Úrsulas Schwester Beatriz Martín nahm ebenfalls als Judoka an den Olympischen Spielen 2000 in Sydney teil.